# Monuments històrics de Hiraizumi
Els monuments i llocs històrics d'Hiraizumi són un grup de cinc llocs de finals del segle xi i principi del segle xii de Hiraizumi, Prefectura d'Iwate, Japó. Van ser proposats en forma conjunta l'any 2001 per a la seva inscripció en la llista del Patrimoni de la Humanitat sota els criteris II, III, IV i VI, i va ser inscrit finalmentl'any 2011.
La proposta inicial de 2006 de "Hiraizumi - paisatge cultural" incloïa cinc llocs més, ja que s'ometia la de Kanjizaiō-in com un component separat.Quatre van ser retirats de la nominació després del fracàs d'assegurar la inscripció per l'any 2008; el cinquè component era el palau Yanagi que va ser exclòs de la inscripció de l'any 2011, tot i que hi ha esforços continus per assegurar la seva inclusió a través de una extensió futura.

## Hiraizumi
Durant quatre generacions, des de 1087, quan Fujiwara no Kiyohira (del clan Fujiwara) va traslladar el seu quarter general i residència més al nord, fins a 1189, quan l'exèrcit de Minamoto no Yoritomo posa fi als Fujiwara del Nord, Hiraizumi va servir com un important centre polític, militar, comercial i cultural.
Diversos temples importants, associats amb el budisme de la Terra Pura es van fundar i dotar, però la desaparició dels seus benefactors i una sèrie d'incendis van contribuir al seu declivi posterior. Quan Basho ho va visitar l'any 1689 va escriure sobre Hiraizumi, en el Oku no Hosomichi: pastura d'estiu ... restes dels soldats somnis. Una sèrie d'excavacions a partir de mitjan segle xx, juntament amb les referències d'Azuma Kagami, en particular de la petició Bunji-no-chūmon de 1189, i el Sojo Shōwa o "dels monjos apel·lació" de 1313 dels arxius Chuson-ji, ha contribuït molt a la comprensió dels llocs i el període.

## Monuments
| Nom                         | Tipus    | Comentaris | Imatge |
| --------------------------- | -------- | --- | ------ |
| Chūson-ji (中尊寺)          | Temple   | Es diu que va ser fundada per Ennin l'any 850, va ser reconstruïda per Fujiwara no Kiyohira a principis del segle xii amb una pagoda i la de Daichōju-in, un gran saló dedicat a Amida, els incendis de l'any 1337 van consumir molts edificis i tresors del temple, excepcionalment, els cossos momificats de Fujiwara no Kiyohira i els seus hereus van ser enterrats en el Konjikidō, el Saló d'Or dedicat a Amida (a la foto, el tresor nacional), el conjunt és un lloc Històric Especial.                          |        |
| Mōtsū-ji (毛越寺)           | Temple   | Es diu que va ser fundada per Ennin l'any 850, i reconstruït per Fujiwara no Motohira en el segle xii, i la seva destrucció pel foc l'any 1226. Es lamentava en Azuma Kagami com la pèrdua d'un monument incomparable en el nostre temps ", el segle xii anomenat el jardí del paradís, amb paviment realitzat en pedres de rierol, llacuna, platja de graveta, península, illes, i pedres ornamentals és un lloc especial de la bellesa escènica, el lloc d'un santuari sintoista associat és un lloc Històric Especial |        |
| Kanjizaiō-in (観自在王院跡) | Temple   | Fundada al costat de Mōtsū-ji, amb dues sales d'Amitābha, construïdes per l'esposa de Fujiwara no Motohira en el segle xii, i destruïda en un incendi l'any 1573, del segle xii és el seu jardí paradisíac amb el rierol, estany, platja de graveta, l'illa, i la disposició de pedra trencada, és un lloc històric especial. |        |
| Muryōkō-in (無量光院跡)     | Temple   | Fundat amb una monumental estàtua d'Amitābha per Fujiwara no Hidehira en el segle xii, el model és el de Byōdō-in que està prop de Kyoto, del segle xii també és el jardí paradisíac amb estany, les illes i pedres ornamentals, és un Lloc Històric Especial |        |
| Kinkeizan (金鶏山)          | Muntanya | Muntanya utilitzada per a enterraments sutra, les restes d'una sala identificada com a pertanyent a Zao Gongen, associat amb el culte de Miroku, és un Lloc Històric. |        |